# جورج سبنسر
جورج سبنسر (بالإنجليزية: George Spencer, 2nd Earl Spencer)‏  (و. 1758 – 1834 م) هو سياسي، ودبلوماسي من مملكة بريطانيا العظمى، ولد في ويمبلدون، كان عضوًا في حزب الأحرار البريطاني، وكان عضوًا في الجمعية الملكية، توفي عن عمر يناهز 76 عاماً.

## مناصب
تولى منصب وزير الدولة للشؤون الداخلية ‏ (5 فبراير 1806–25 مارس 1807)
- عضو مجلس الشعب في برلمان بريطانيا العظمى
- سفير.

## التعليم
تعلم في كلية الثالوث، كامبريدج، ومدرسة هرو.

## جوائز
حصل على جوائز منها:
- زميل في الجمعية الملكية.